# Пак Сонхва
Пак Сонхва (кор. 박성화?, 朴星化?; род. 3 апреля 1998 года, Сачхон, Кёнсан-Намдо, Республика Корея), более известный как Сонхва — южнокорейский певец. Является ведущим вокалистом, саб-репером и вижуалом в бой-бэнде Ateez.

## Ранняя жизнь и образование
Пак Сонхва родился 3 апреля 1998 года в городе Сачхон, провинция Кёнсан-Намдо, Республика Корея. Является младшим ребёнком в семье, есть старший брат. В возрасте 10 лет с семьей переехал в город Чинджу, где впоследствии посещал старшую школу Мёншин. Он прожил в Австралии около четырёх месяцев, когда учился в пятом классе начальной школы. В старшей школе состоял в танцевальном кружке и в волонтерском клубе, а также принимал участие во многих студенческих активностях. Был членом танцевальной команды Rhytm Company.
В 2017 году проходил прослушивание для участия в Mix Nine — шоу на выживание от JTBC, но не прошёл.
В 2018 году KQ Entertainment представили группу стажёров под именем KQ Fellaz и выпустили серию видео на свой официальный Ютуб-канал о путешествии будущих артистов в Лос-Анджелес для тренировки своих танцевальных навыков. Первое видео-выступление группы было выпущено 18 мая. 26 июня 2018 KQ Entertainment выпустили первый из трёх тизеров к новому реалити-шоу. 3 июля был выпущен второй тизер, где также впервые появилось название группы: ATEEZ. Так, реалити-шоу было названо «Code Name is Ateez». 13 июля был выложен последний тизер, где показали заставку шоу. Премьера состоялась 20 июля на Mnet.

## Карьера

### 2018-наст. время: Дебют и деятельность в ATEEZ
2 октября 2018 ATEEZ выложили в соцсетях первый тизер с датой и локацией дебюта: 24 октября в Yes24 Livehall. 12 октября на официальном канале группы был представлен видео-тизер с Сонхва. 24 октября вышел дебютный мини-альбом Treasure Ep.1: All To Zero, а также клипы к «Pirate King» и «Treasure».
15 января вышел альбом Treasure EP.2: Zero to One, с «Say My Name» в качестве заглавного трека. Так же только в физической версии альбома была официально выпущена пре-дебютная песня группы «From», в которой Сонхва является одним из авторов текста.
16 октября 2020 года KBS объявили о своём звёздном составе предстоящей дорамы «Имитация», состоящем из актёров-айдолов. Сонхва сыграл Сэёна, участника и лидера вымышленной группы Sparkling. Первый эпизод вышел в эфир 7 мая 2021 года, а последний 12-й эпизод вышел в эфир 23 июля 2021 года.
19 декабря на официальном YouTube канале группы вышел специальный клип с кавером Сонхва на песню Lauv — «The Story Never Ends».
3 апреля 2022 года на официальном YouTube канале группы вышел специальный клип с кавером Сонхва на песню Pink Sweat$ — «At My Worst».
3 апреля 2023 года на официальном YouTube канале группы вышел специальный клип с кавером Сонхва на песню Троя Сивана — «Angel Baby».
24 октября группа выпустила тизер своего второго полноформатного альбома The World EP.Fin: Will, который вышел 1 декабря 2023 года. В этом альбоме были впервые представлены юнитные песни. Сонхва и Хонджун представили трек «MATZ», артист так же выступил одним из авторов текста песни.
25 октября 2023 года KQ Entertainment объявили, что бабушка Сонхва скончалась 23 октября, поэтому он не будет участвовать в некоторых предстоящих мероприятиях Ateez в США.
9 января 2025 года на официальном YouTube канале группы был выпущен кавер Сонхва на песню Vaundry — «odoriko».

## Другая деятельность

### Мода
Сонхва известен гендерно-нейтральным стилем в своих образах. В октябре 2023 года для фотосессии ATEEZ для журнала ELLE Singapore, Пак выбрал для одного из образов чёрное платье с блёстками и обувь на каблуке, а для второго образа полупрозрачную кофту с капюшоном и в том же году для фестиваля Gayo Daejeon Пак надел обувь на каблуке, что было заметно, когда группа проходила по сцене.
В сентябре 2024 года Сонхва впервые посетил показ Изабель Маран в рамках Парижской недели моды сезона Весна/Лето 2025. Его появление вызвало фурор, так как артист выбрал гендерно-нейтральный образ: коричневое платье из женской коллекции бренда, кожаные под тон брюки и обувь на каблуке, завершив это ожерельем. Позже в интервью The Hollywood Reporter Сонхва рассказал:
Все думали, что я буду носить мужскую одежду, но я заметил, что в одном из своих интервью Изабель [Маран] сказала, что её всегда привлекала женская одежда. Я тоже ощущаю это притяжение, поэтому я решил быть откровенным и попробовать что-то новое. Особенно мне понравились туфли на высоком каблуке. Мне очень понравился итоговый образ, и мне показалось, что одежда была сшита специально для меня. Это только усилило моё любопытство относительно того, что будет с коллекцией Весна/Лето 2025.Пак Сонхва, The Hollywood Reporter
В январе 2025 года он также принял участие в Парижской неделе моды сезона осень/зима 2025, посетив показ южнокорейского бренда SONGZIO, известного своей художественной и авангардной эстетикой и представляет свои коллекции во время Недели моды в Париже.
В феврале 2025 года Пак Сонхва стал лицом весенней кампании Изабель Маран, что стало первой его модной кампанией в карьере. Также вместе с Сонхва лицом этой кампании стала супермодель Кейт Мосс, которая до этого снималась для бренда ещё в 2010 году. Представители бренда объяснили это так: «Эта кампания — это праздник времени, где икона 1990-х встречается с K-pop звездой 2020-х, подчеркивая способность Isabel Marant соединять культуры и эпохи, создавая мир, который отражает как вневременной стиль, так и современную молодёжь». Спустя пару дней, Сонхва дебютирует на подиуме для бренда, одетый в чёрные брюки и чёрный блейзер поверх яркой серебристой рубашки и рубашки с воротником. Образ он дополнил туфлями на каблуках.

## Дискография

### Участие в написании песен
| Год  | Исполнитель | Песня  | Альбом                     | Участие |
| ---- | ----------- | ------ | -------------------------- | ------- |
| 2019 | Ateez       | «From» | Treasure Ep.2: Zero To One | Текст   |
| 2023 | Ateez       | «MATZ» | The World EP.Fin: Will     | Текст   |

### Каверы
- Lauv — «The Story Never Ends»
- Pink Sweat$ — «At My Worst»
- Troye Sivan — «Angel Baby»
- Vaundry — «odoriko»

## Фильмография

### Появление в клипах
- Мин Кёнхун & Ким Хичоль — «Hanryang» (2020)

### Телесериалы
| Год       | Название | Роль | Телеканал |
| --------- | -------- | ---- | --------- |
| 2020-2021 | Имитация | Сэён | KBS       |

### Развлекательные шоу
| Год  | Название                      | Телеканал          |
| ---- | ----------------------------- | ------------------ |
| 2018 | Кодовое имя — ATEEZ           | Mnet               |
| 2019 | Школьная дорога c ATEEZ       | Радио-шоу на Naver |
| 2020 | Страна чудес айдола           | JTBC               |
| 2020 | Рекорды Ккиннесса для айдолов | 1theK              |
| 2021 | Kingdom                       | Mnet               |
| 2021 | Тайный друг айдолов           | MBC                |
| 2021 | Дом айдола                    | SBS MTV            |